# Триперсты

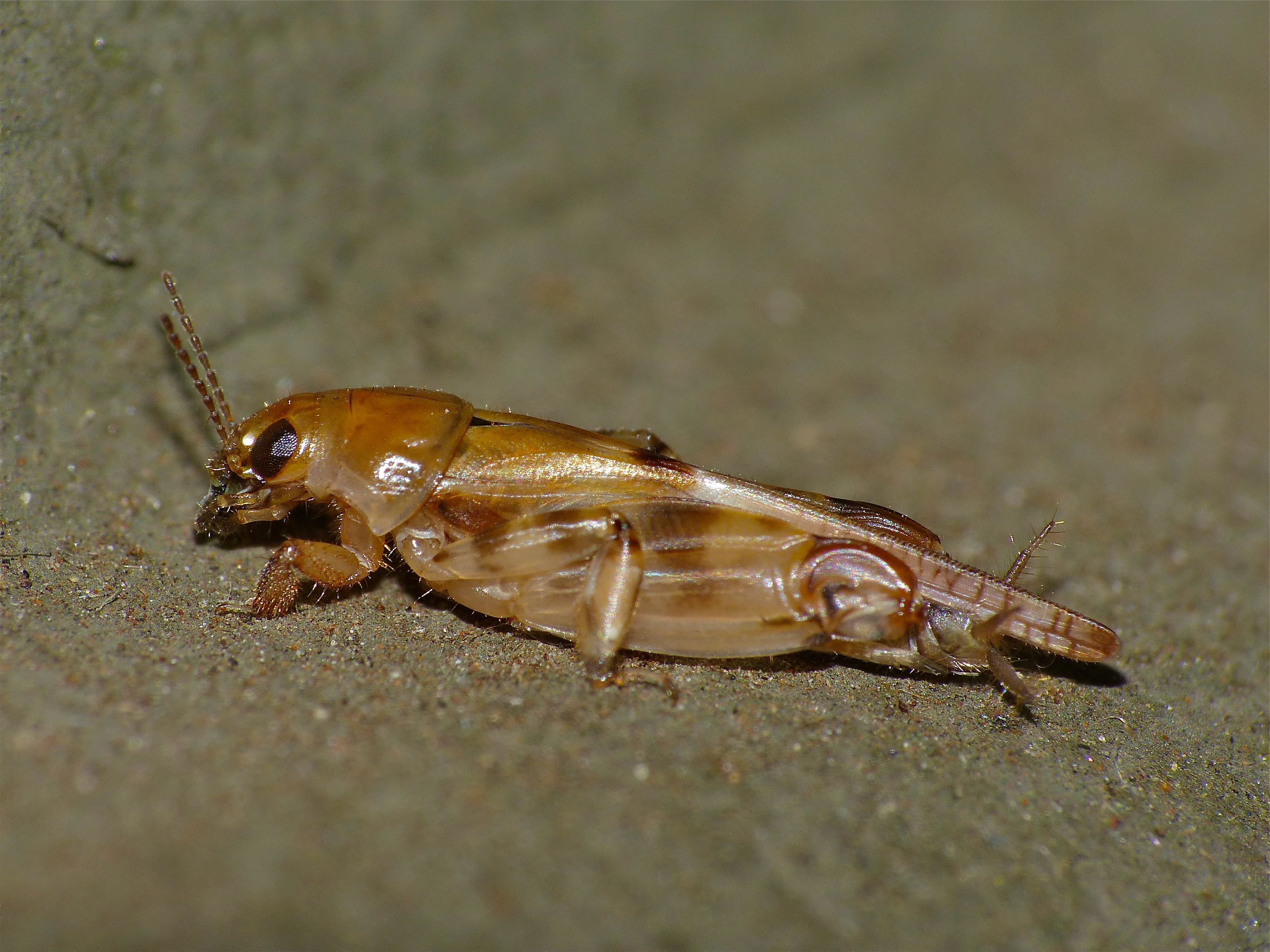
Триперст Tridactylus sp., Южная Африка

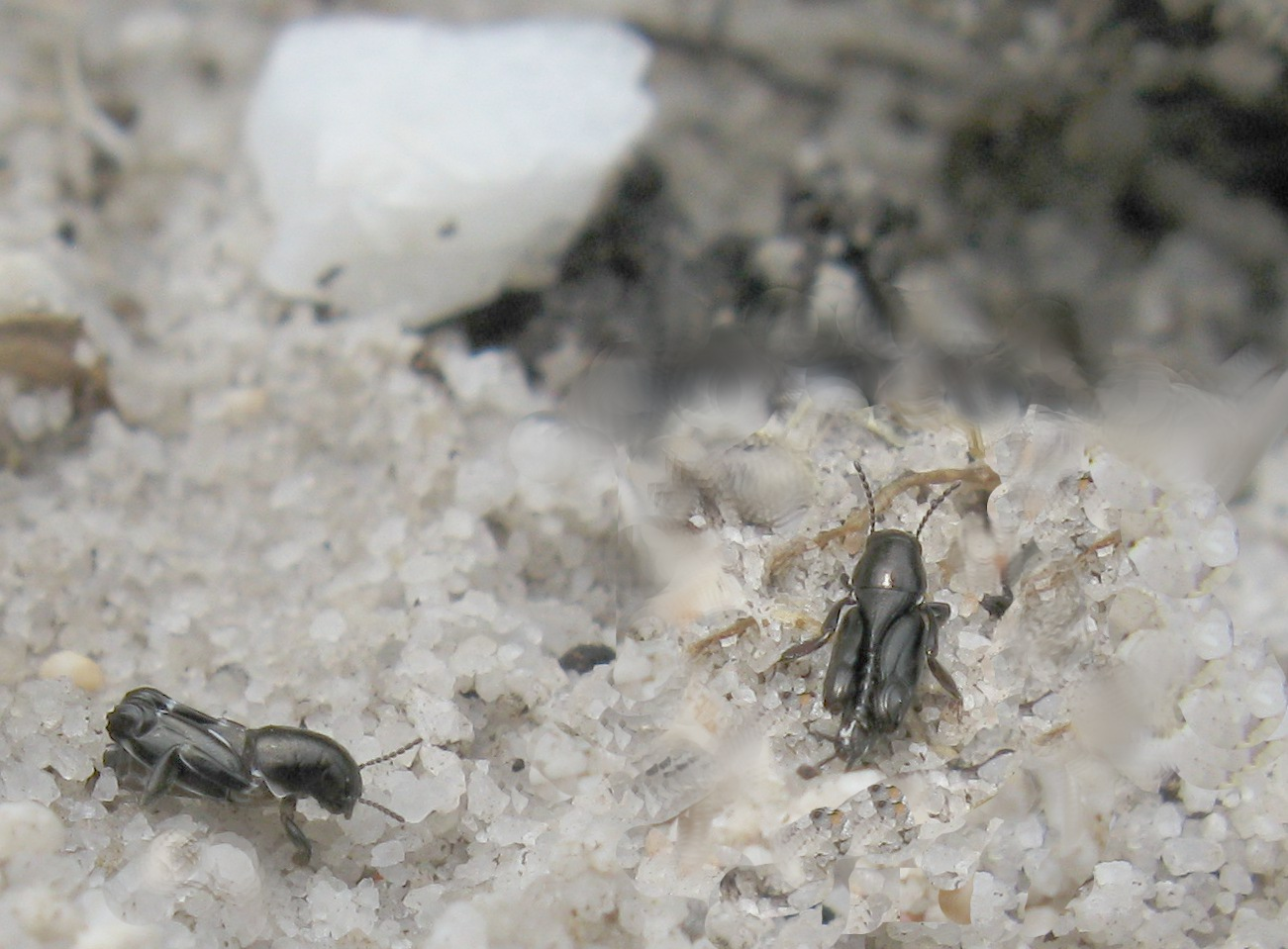
Триперсты Tridactylidae sp. (Западно-Капская провинция, Южная Африка)

Tриперсты  (лат. Tridactylidae) — семейство насекомых отряда прямокрылых. Усики короткие, состоят из 10 члеников. Средние голени с расширенной вершиной. Задние бёдра широкие, уплощённые. Надкрылья короткие. Церки 2-члениковые. Роют норки, как медведки, на которых похожи, но мельче размером (менее 15 мм). Хищники. Для СССР указывалось 3 рода и 4 вида. Около 140 видов Распространены повсеместно.

## Систематика
Выделяют 3 подсемейства и около 20 родов, включая 8 ископаемых из миоцена Доминиканской Республики и мелового периода Азии и Южной Америки.
- Dentridactylinae Günther, 1979
  - Bruntridactylus Günther, 1979 — Старый Свет (около 10 видов)[6]
  - †Burmadactylus Heads, 2009 — Мьянма, меловой период (1 вид)[7]
  - †Cascogryllus Poinar, 2018 — Мьянма, меловой период (1 вид)[8]
  - Dentridactylus Günther, 1974 — Пантропика (4 вида)[9]
  - Guntheridactylus Azar & Nel, 2008 — Европа (1 вид)[10]
  - Paratridactylus Ebner, 1943 — Африка (1 вид)[11]
- †Mongoloxyinae Gorochov, 1992
  - †Baisoxya Gorochov & Maehr, 2008 — Бурятия, меловой период (1 вид)[12]
  - †Birmitoxya Gorochov, 2010 — Мьянма, меловой период (1 вид)[13]
  - †Cretoxya Gorochov, Jarzembowski & Coram, 2006 — Европа, меловой период (1 вид)[14]
    - †Cretoxya rasnitsyi Gorochov, Jarzembowski & Coram, 2006

  - †Mongoloxya Gorochov, 1992 — меловой период (1 вид)[15]
    - †Mongoloxya ponomarenkoi Gorochov, 1992

  - †Monodactyloides Sharov, 1968 — Монголия, меловой период (1 вид)[16]
- Tridactylinae Brullé, 1835
  - Afrotridactylus Günther, 1994 — Африка (7 видов)[17]
  - †Archaeoellipes Heads, 2010
    - †Archaeoellipes engeli Heads, 2010 — Доминиканская Республика, миоцен[18]

  - Asiotridactylus Günther, 1995 — Африка, Азия (2 вида)[19]
  - †Cratodactylus Martins-Neto, 1990 — Южная Америка, меловой период[20]
  - Ellipes Scudder, 1902 — Новый Свет (около 30 видов)[21]
  - Neotridactylus Günther, 1972 — Новый Свет (около 15 видов)[22]
  - Tridactylus Olivier, 1789 — Пантропика (около 10 видов)[23]
  - Xya Latreille, 1809 — Старый Свет (около 50 видов)[24]